# J. Safra Sarasin
J. Safra Sarasin — швейцарская банковская группа, принадлежащая семье Сафра.

## История
Старейший предшественник банка был основан в 1841 году в Базеле Йоханнесом Риггенбахом. В 1900 году банк был куплен Альфредом Сарасином и стал называться A. Sarasin & Cie. В 2007 году банк был куплен нидерландским банком Rabobank, но уже в 2011 году продан бразильской группе Safra, которая объединила его с собственным бразильским филиалом в J. Safra Sarasin.

## Собственники и руководство
J. Safra Sarasin Holding Ltd. является холдинговой компанией группы, её конечным владелец — Вики Сафра и её 4 сына, семья Сафра в 2023 году заняла 100-е место среди самых богатых миллиардеров мира, её состояние оценивалось в 16,7 млрд долларов; Вики Сафра — вдова Джозефа Сафры, имеет греческое гражданство. Старший сын Джейкоб Сафра является председателем совета директоров J. Safra Sarasin Holding.
Швейцарский холдинг входит в Safra Group, другими её составляющими являются бразильский банк Banco Safra и американский Safra National Bank of New York.

## Деятельность
Активы под управлением по состоянию на конец 2022 года составляли 197,9 млрд швейцарских франков. В списке крупнейших компаний мира по управлению активами за 2022 год группа J. Safra Sarasin заняла 235-е место ($69 млрд).

## Дочерние компании

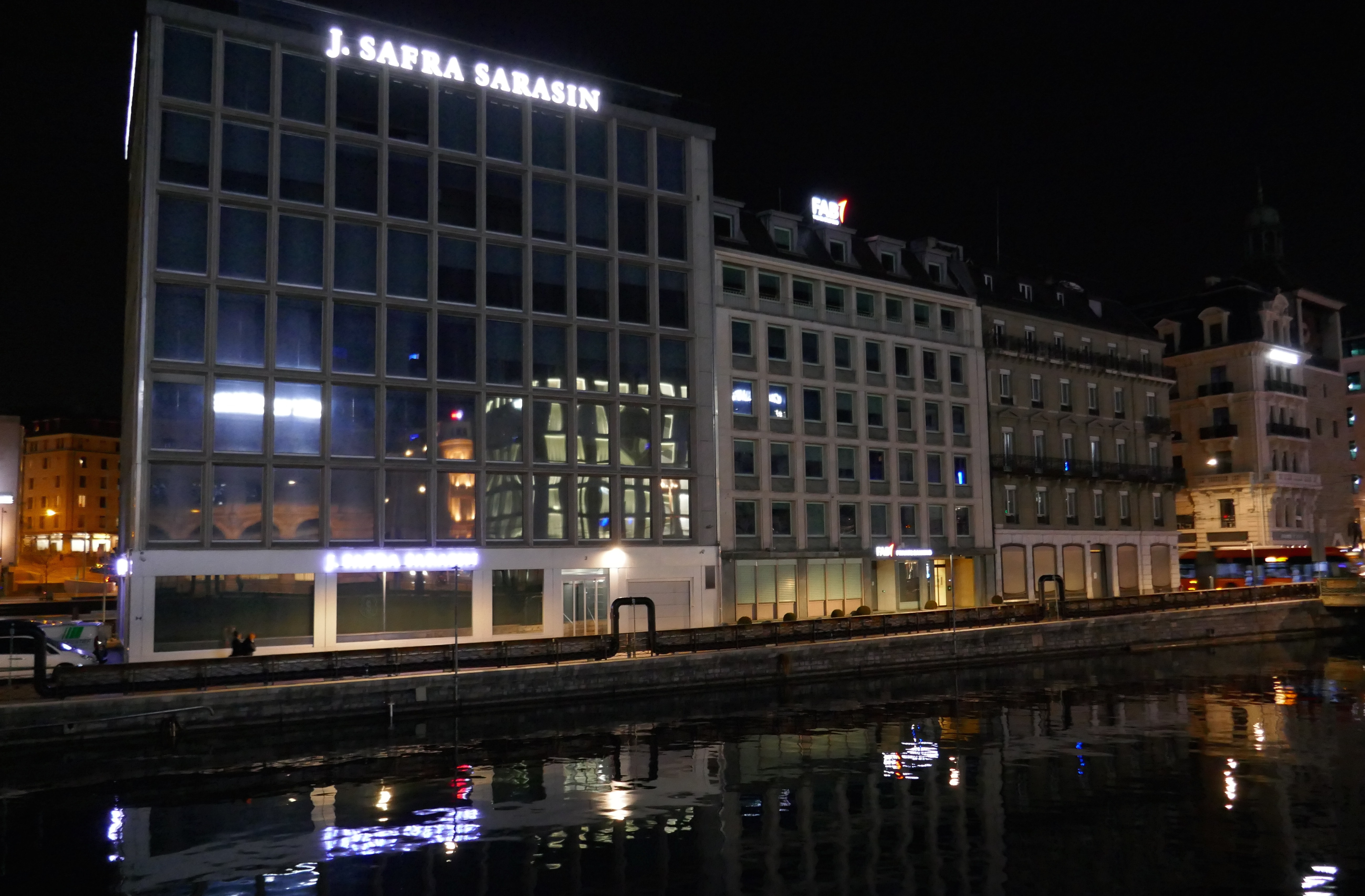
Филиал банка в Женеве

В банковскую группу по состоянию на конец 2022 года входили:
- Bank J. Safra Sarasin Ltd. (Швейцария, банк, 100 %)
- Bank J. Safra Sarasin (Gibraltar) Ltd. (Гибралтар, банк, 100 %)
- J. Safra Sarasin Asset Management (Europe) Ltd. (Гибралтар, консультации, 100 %)
- JSS (Gibraltar) Ltd. (Гибралтар, холдинг, 100 %)
- Marina Bay Holding Ltd. (Гибралтар, холдинг, 100 %)
- Banque J. Safra Sarasin (Monaco) SA (Монако, банк, 100 %)
- J. Safra Sarasin Gestion (Monaco) SA (Монако, консультации, 100 %)
- Banque J. Safra Sarasin (Luxembourg) SA (Люксембург, банк, 100 %)
- J. Safra Sarasin Polska sp. z o.o. (Польша, консультации, 100 %)
- JSS Private Equity Investments Fund GP S.à r.l. (Люксембург, управление фондами, 100 %)
- J. Safra Sarasin Asset Management (North America) Ltd. (Швейцария, управление активами, 100 %)
- SIBTL Holding Ltd. (Багамы, холдинг, 52 %)
- J. Safra Sarasin Asset Management (Bahamas) Ltd. (Багамы, управление фондами, 52 %)
- Bank J. Safra Sarasin (Bahamas) Ltd. (Багамы, банк, 51,97 %)
- J. Safra Sarasin Asset Management S.A. (Панама, консультации, 51,97 %)
- JSS Servicios S.A. de C.V. (Мексика, консультации, 51,97 %)
- Lyford JSRE (Bahamas) Ltd. (Багамы, недвижимость, 51,97 %)
- Bank J. Safra Sarasin Asset Management (Middle East) Ltd. (ОАЭ, управление активами, 100 %)
- Bank J. Safra Sarasin (QFC) LLC (Катар, управление активами, 100 %)
- J. Safra Sarasin Asset Management (Israel) Ltd. (Израиль, консультации, 100 %)
- bank zweiplus ltd. (Швейцария, банк, 100 %)
- J. Safra Sarasin (Deutschland) GmbH (Германия, консультации, 100 %)
- J. Safra Sarasin Trust Company (Singapore) Ltd. (Сингапур, трастовая компания, 100 %)
- Sarabet Ltd. (Швейцария, холдинг, 100 %)
- Sarasin (U.K.) Ltd. (Великобритания, холдинг, 100 %)
- S.I.M. Partnership (London) Ltd. (Великобритания, холдинг, 72,51 %)
- Sarasin & Partners LLP. (Великобритания, управление активами, 60 %)
- Sarasin Asset Management Ltd. (Великобритания, управление активами, 60 %)
- Sarasin U.S. Services Ltd. (Великобритания, консультации, 60 %)
- Sarasin Investment Funds Ltd. (Великобритания, управление фондами, 60 %)
- Juxon Ltd. (Ирландия, управление фондами, 60 %)
- JSS Administradora de Recursos Ltda. (Бразилия, консультации, 100 %)
- JSS Global Real Estate Company S.à r.l. (Люксембург, управление фондами, 100 %)
- J. Safra Sarasin Investmentfonds Ltd. (Швейцария, управление фондами, 100 %)
- J. Safra Sarasin Fund Management (Luxembourg) S.A. (Люксембург, управление фондами, 100 %)
- Place de Hollande SA (Швейцария, недвижимость, 51 %)